# Paul Thalheimer

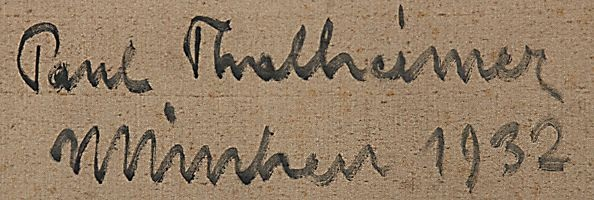
Signatur von Paul Thalheimer, 1932

Paul Thalheimer (* 25. Mai 1884 in Heilbronn; † 22. Dezember 1948 in Schrobenhausen) war ein deutscher Maler und Grafiker, der sich hauptsächlich mit religiösen Themen befasste.

## Leben
Paul Thalheimer studierte von 1906 bis 1909 an der Kunstakademie Stuttgart bei Robert Poetzelberger und von 1908 bis 1912 an der Münchner Kunstakademie bei Peter von Halm und Ludwig von Herterich. Nach dem Studium blieb er in München. Er wurde Mitglied der Münchener Secession und nahm teil an Kunstausstellungen, u. a. im Münchener Glaspalast. Er war auch Mitglied der Deutschen Gesellschaft für christliche Kunst in München. 1928 wurde er zum Professor ernannt. Im gleichen Jahr war er auf der Biennale in Venedig mit einem Bild vertreten.
1937, in der Zeit des Nationalsozialismus, wurden seine Werke als „entartete Kunst“ qualifiziert, zwei seiner Werk wurden in Münchner Museen beschlagnahmt und auf der Ausstellung „Entartete Kunst“ zur Schau gestellt. 1938/39 schuf Thalheimer in der Ludwigskirche Bad Dürkheim ein monumentales Altarbild, das die Kreuzigungsszene darstellt. Einer der neben Jesus gekreuzigten Verbrecher trägt ganz deutlich die Gesichtszüge von Adolf Hitler, einer der Zuschauer unter dem Kreuz Jesu ist dem Gauleiter Josef Bürckel nachempfunden. Damals blieben die Anspielungen des Künstlers offenbar unentdeckt, heute gehört das Bild zu den ganz besonderen Kunstschätzen der Region.
Wohl noch vor dem Ausbruch des Zweiten Weltkriegs reiste Thalheimer in die USA, wo er in Los Angeles seine Studienkollegin aus München Nelbert Chouinard (1879–1969) traf. Dort malte der amerikanische Maler William Frederick Foster (1883–1953) in den 1940er Jahren ein Porträt Thalheimers.
1953 fand in München eine Gedächtnisausstellung seiner Werke statt.

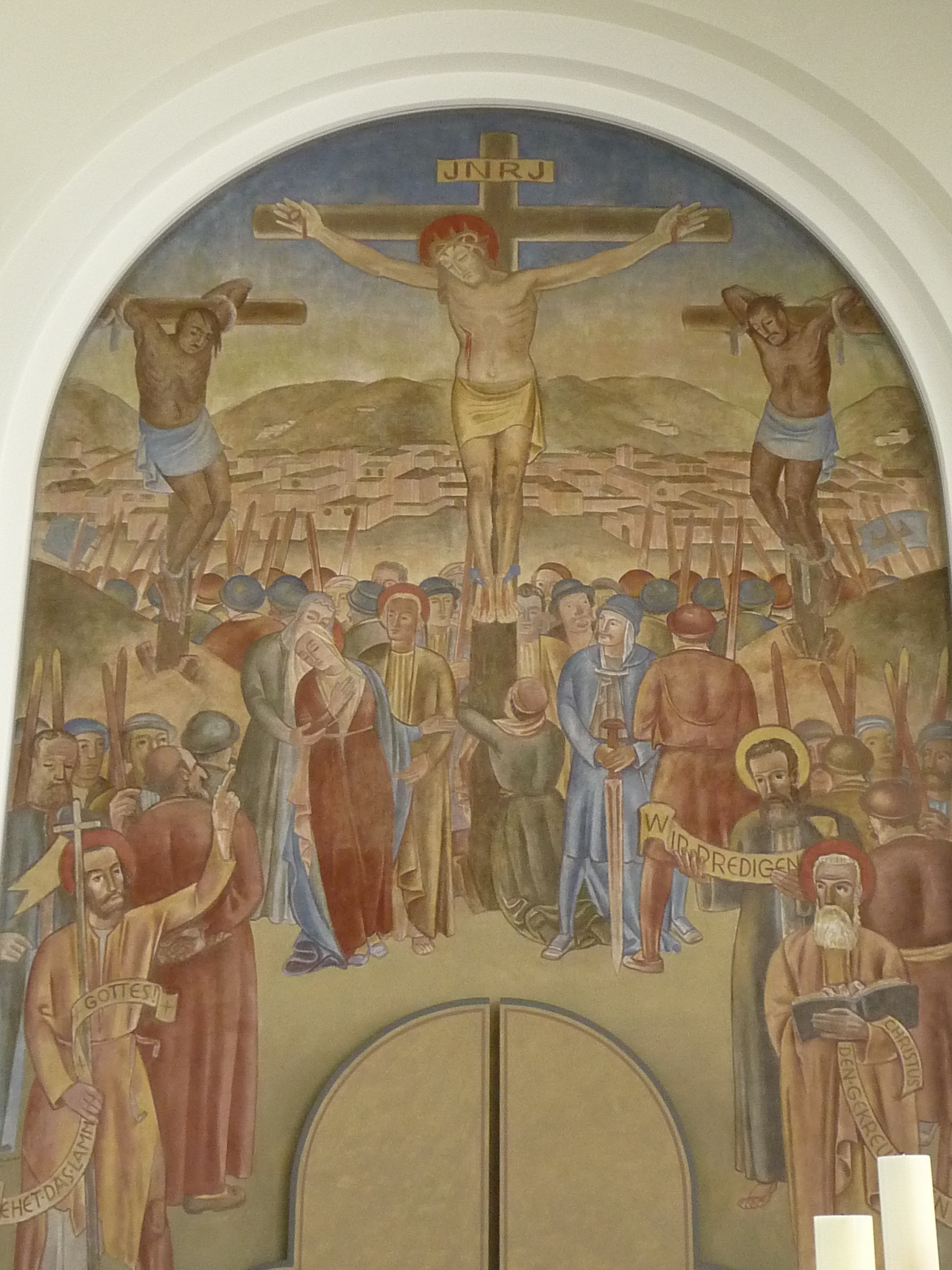
Altarbild (Gesamtwerk), Ludwigskirche Bad Dürkheim
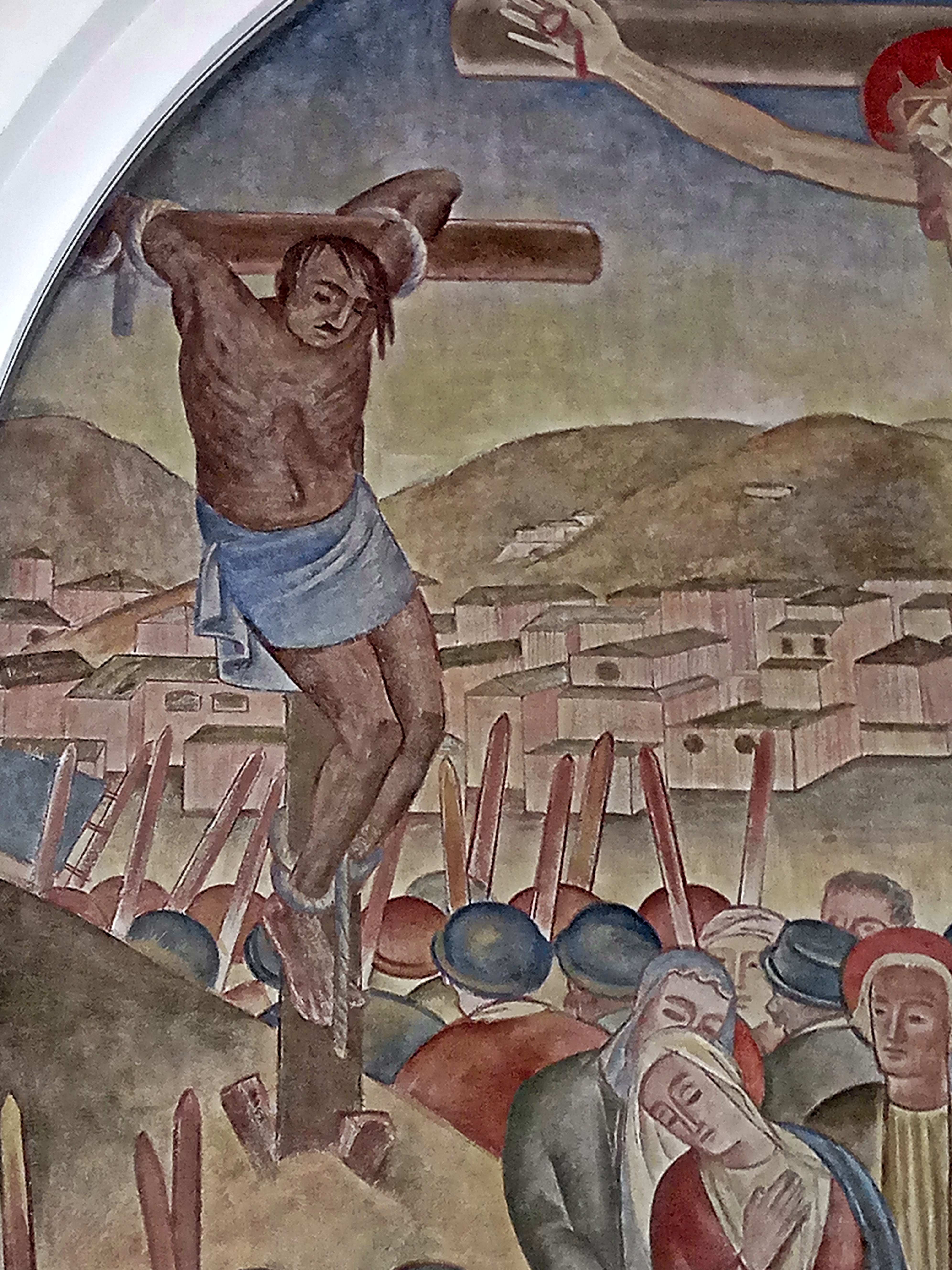
Altarbild (linker Teil), Ludwigskirche Bad Dürkheim
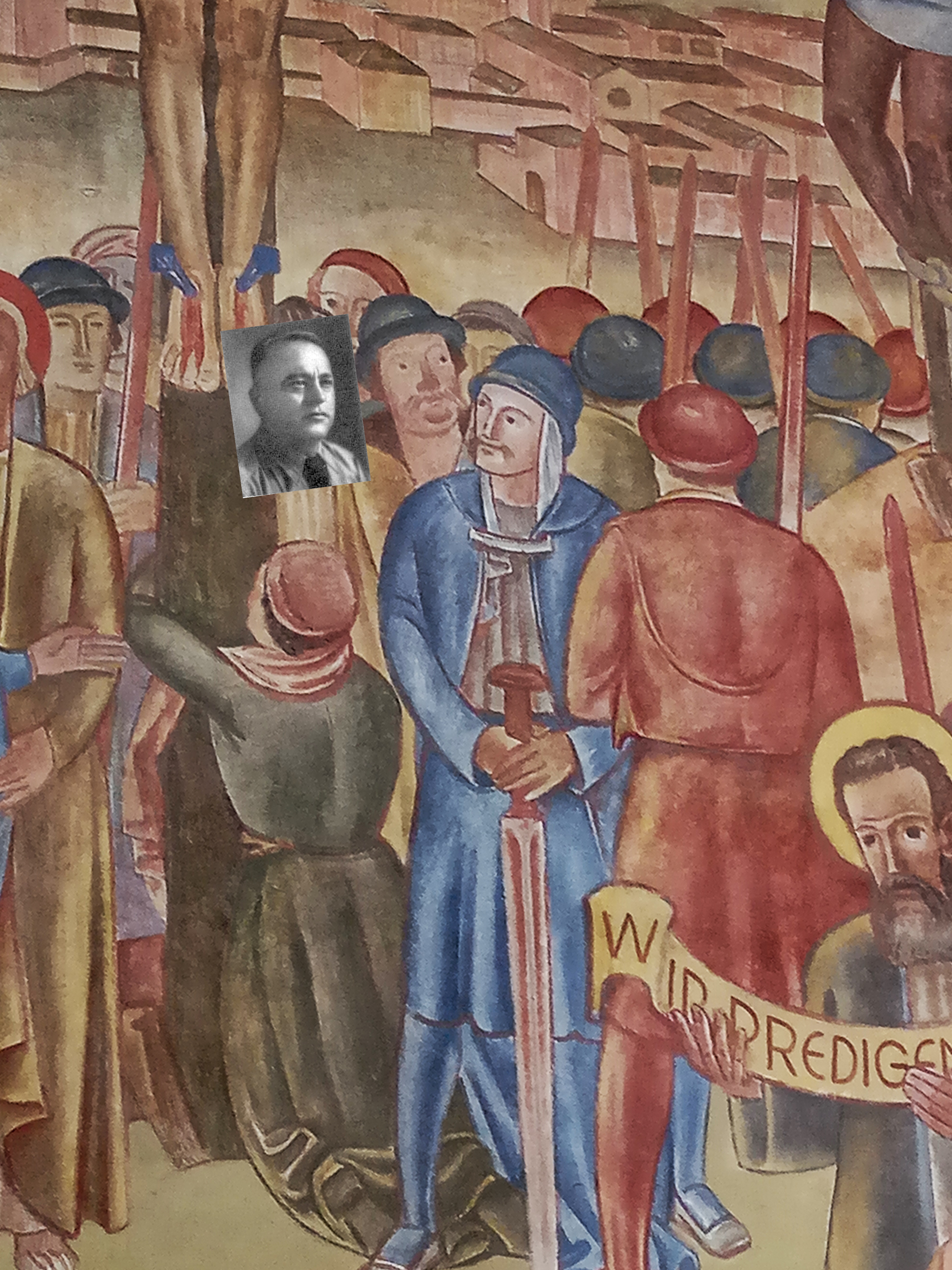
Altarbild (Mittelteil), Ludwigskirche Bad Dürkheim
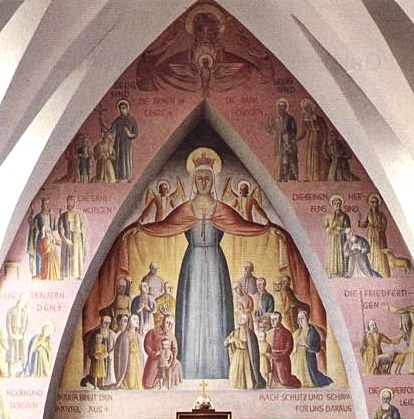
Altarbild, Gelöbniskirche Maria Schutz, Kaiserslautern, 1934
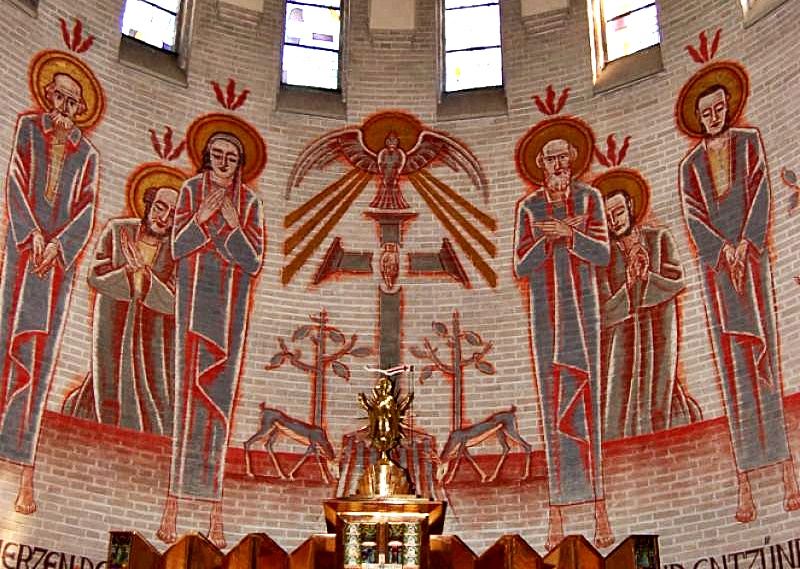
Chorausmalung, St. Karl Borromäus Nürnberg-Mögeldorf, 1927

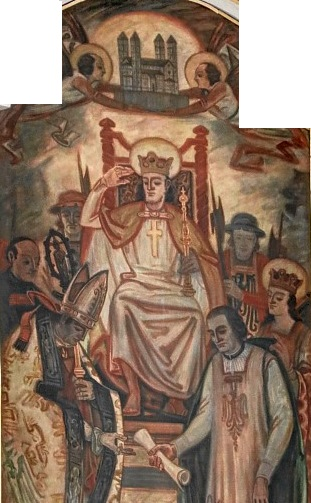
St. Heinrich, Fürth, Hochaltarbild
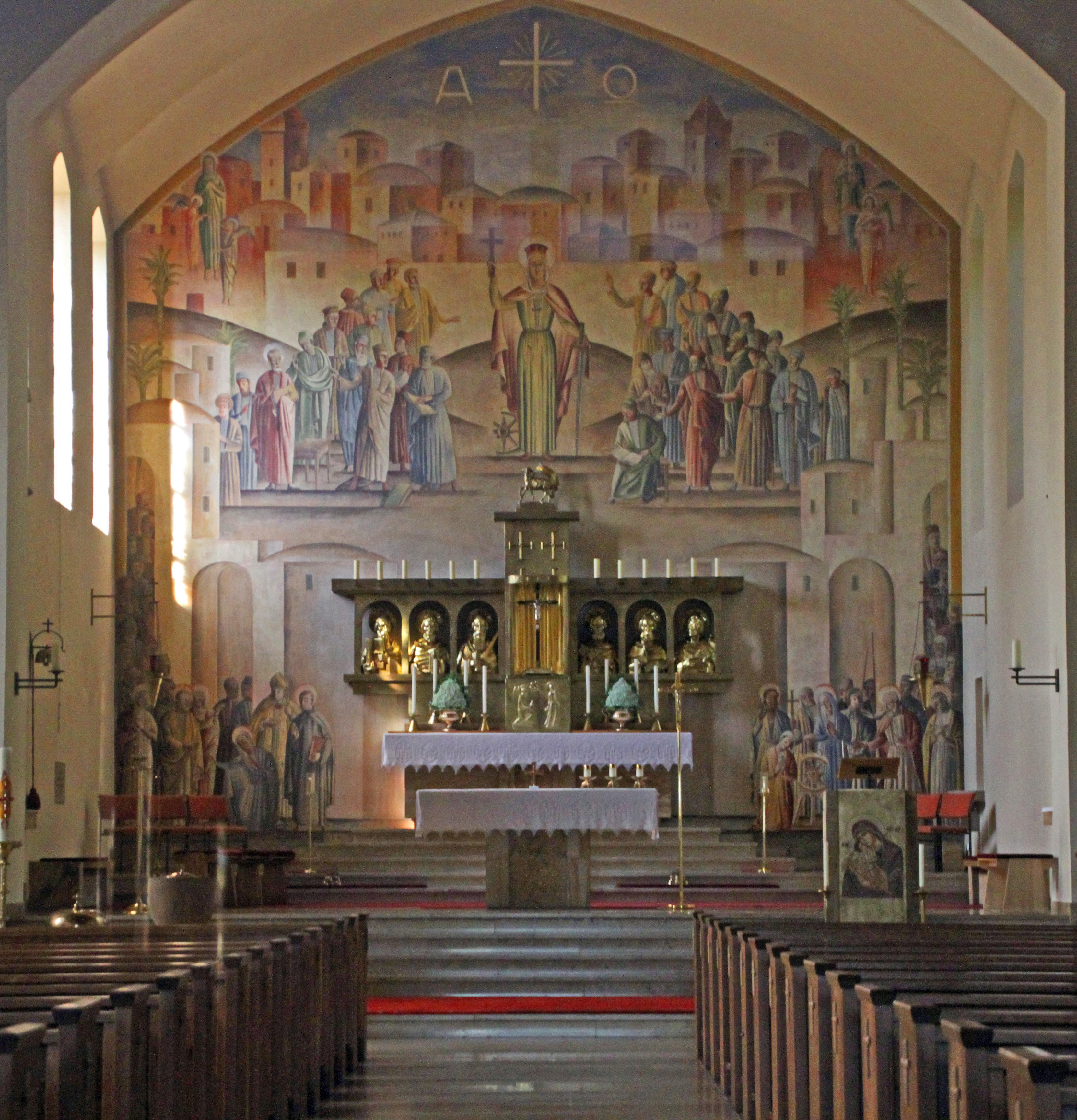
St. Katharina, Leimen, Chorausmalung
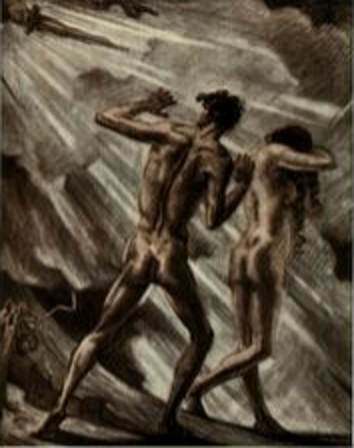
Vertreibung aus dem Paradies, 1925
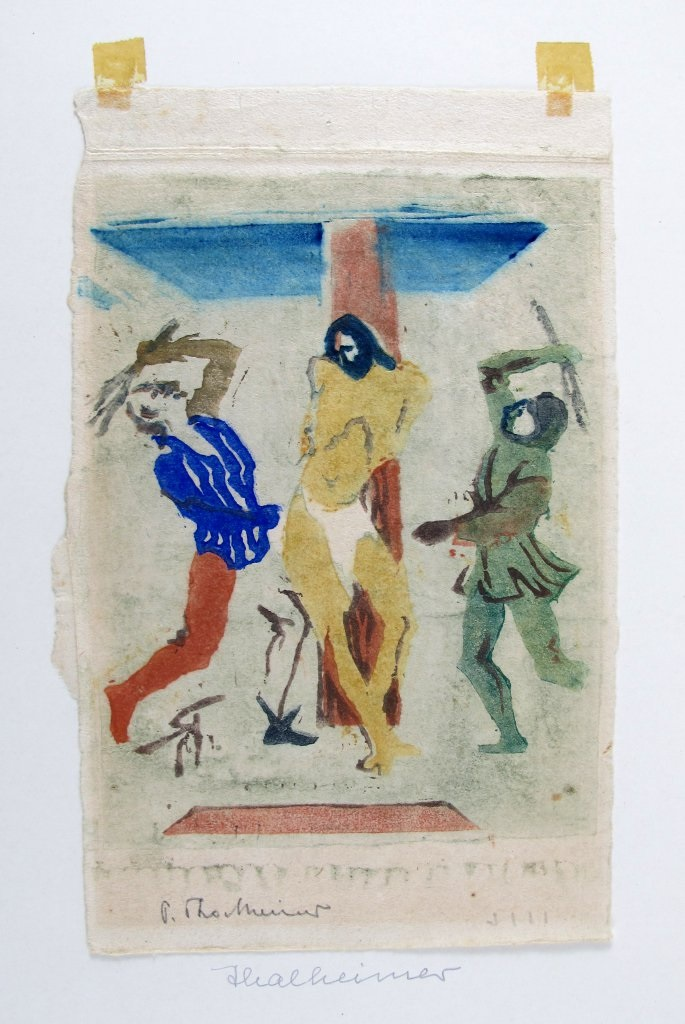
Farbholzschnitt Geißelung Christi, 1920

## Werk
Von Thalheimer stammen hauptsächlich Wandgemälde sowie Entwürfe für die Glasfenster katholischer Kirchen:
- 1919 Neuburg in Württemberg, Katholische Kirche, Fresken
- 1920 Ingolstadt, St. Antonius, Entwürfe für die Innenausmalung
- 1925 Fürth, St. Heinrich, Hochaltarbild: Der hl. Heinrich gründet das Bistum Bamberg
- 1927 Nürnberg-Mögeldorf, St. Karl Borromäus, Innenausmalung[10]
- 1928 Gersthofen, St. Jakobus major, Fresken, 1940 entfernt
- 1929 Haidmühle, St. Maximilian, Innenausmalung
- 1930 Augsburg, St. Anton, fünf Glasgemälde mit Szenen aus dem Leben des Hl. Antonius von Padua im Chor
- 1931 Pirmasens, St. Anton, Probefenster
- 1932 Leimen (Pfalz), St. Katharina, Chorausmalung und Kirchenfenster
- 1932 Ormesheim, St. Mauritius, Ausmalung des Chorraumes mit Szene aus dem Leben des Kirchenpatrons, 1981 überdeckt
- 1934 Kaiserslautern, Gelöbniskirche Maria Schutz, Altarwandfresko
- 1935 Frankenstein (Pfalz), Heiligste Dreifaltigkeit, Ausmalung  und Kreuzweg[11]
- 1936 Katzweiler, Mariä Himmelfahrt, Altarbild Mariä Himmelfahrt
- 1936 Neustadt an der Weinstraße, St. Josef, Chorfresko[12]
- 1938/39 Bad Dürkheim, Ludwigskirche, Kreuzigungsfresko
- Hohenberg (Marktleugast), St. Josef, Glasfenster
- Eichstätt, Lehrerseminar, Speisesaal, Fresko Quellwunder Moses

Thalheimer schuf zudem farbige Holzschnitte mit den Szenen des Leidenswegs Christi.